# Erucius willemsei
Erucius willemsei är en insektsart som beskrevs av Bolívar, C. 1930. Erucius willemsei ingår i släktet Erucius och familjen Chorotypidae.

## Underarter
Arten delas in i följande underarter:
- E. w. willemsei
- E. w. xanthinus
- E. w. chaperi